# Sršenjelika trepetavka
Sršenjelika trepetavka (znanstveno ime Volucella zonaria) je vrsta muh trepetavk, ki je razširjena po večini Evrope, pa tudi po delih Severne Afrike ter po Aziji od Irana in Rusije vse do Mongolije.

## Opis
Odrasle muhe dosežejo v dolžino do 25 mm, in imajo premer kril do 40 mm. Imajo široko telo z bleščečim, rdečkasto-rjavim oprsjem s temno rjavimi lisami ter rdečkasto-rjavim ščitkom. Obrazna maska je voščeno rumene barve, čelo in tipalnice so rumene. Velike sestavljene oči so rdečkaste barve, med posameznimi očesci pa izraščajo kratke dlačice. Pri samcih so oči tesno skupaj, pri samicah pa nekoliko bolj narazen. Zadek je rdečkasto rumene barve z dvema prečnima črnima progama. Spodnja stran zadka ima široke črne proge, prvi člen pa je črne barve. Krila so jantarno rumene barve, noge pa rdeče-rjave.
Na prvi pogled je ta muha, kot pove že ime, podobna sršenu (Vespa crabro), tako po izgledu kot tudi po zvoku med letenjem.

## Biologija
Odrasle sršenjelike trepetavke letajo med majem in septembrom, najpogostejše pa so v juliju ali avgustu. Muhe se hranijo z medičino različnih rastlin in grmovnic (Valeriana, Origanum, Mentha longifolia, Scabiosa, Cornus, Ligustrum, Cirsium, Carduus, Buddleia , ...). Samice odložijo jajčeca v gnezda os, čebel in sršenov, kjer ličinke živijo v priskledništvu. Prezimijo kot buba v zemlji, naslednjo pomlad pa izletijo odrasle muhe.